# Susan Fowler
Susan Joy Fowler es una escritora e ingeniera de software estadounidense conocida por su papel en influir en los cambios institucionales en la forma en que las empresas de Uber y Silicon Valley tratan el acoso sexual. Su fama empresarial la llevó a realizar contratos de libros y películas de Hollywood  basados en su experiencia. Al principio fue educada en casa, en la zona rural de Arizona, después, Fowler estudió física en la Universidad de Pensilvania. Trabajó en dos empresas emergentes de tecnología antes de unirse a Uber a finales del 2015. A principios de 2017, la publicación de su blog sobre el acoso sexual en la compañía fue muy leído, lo que finalmente llevó al despido del fundador y director ejecutivo de Uber, Travis Kalanick. Dirige un club de libros de ciencias y ha escrito un libro sobre microservicios. Fowler trabajó como jefa de redacción de una publicación trimestral en la empresa de procesamiento de pagos Stripe, y actualmente es editora de opinión sobre tecnología en The New York Times.

## Infancia
Susan Fowler se crio en la zona rural de Yarnell, Arizona, y fue la segunda de siete hijos. Su padre era un predicador evangélico de las Asambleas de Dios y vendedor de teléfonos públicos, y su madre educaba en casa a sus hijos. Fowler recordó haber tenido poca orientación sobre su educación y, a menudo, visitaba la biblioteca y trataba de aprender temas por sí misma . Fue influenciada por la vida de Plutarch y los estoicos, lo que la animó a centrarse en las partes de su vida que podía controlar. Trabajó como moza de cuadra y niñera y así ganar dinero para su familia.
Fowler se preparó para tomar los exámenes de ingreso a la universidad sin la secundaria y fue aceptada con una beca completa para la Universidad Estatal de Arizona, donde quería estudiar astronomía. Sin embargo, su falta de requisitos previos de la escuela secundaria le impidió estudiar matemáticas y física, por lo que se trasladó a la Universidad de Pensilvania, donde Fowler se enfrentó a una adversidad similar hasta que recurrió al rector de la universidad. 
Trabajó como asistente de investigación en física durante su tiempo en Pensilvania, pero se vio obligada a renunciar después de hacerse amiga de un compañero de estudios llamado Tim. Cuando Tim se suicidó, Fowler intentó buscar ayuda, pero la universidad la culpó y trató de sacar a Fowler de las clases que compartían. La universidad también anuló su matrícula al máster. Ella consideró demandar, pero decidió seguir adelante con su vida. Este incidente luego ayudó a Fowler a tomar la decisión de denunciar a Uber. Finalmente se graduó con un título en física. 

## Carrera

### Plaid
Fowler era ingeniera de plataformas en la empresa de tecnología financiera Plaid a principios de 2015, donde se enteró de que a sus compañeros de género masculinos se les pagaba 50.000 dólares más que a ella.

### PubNub
Fowler se unió a la empresa de infraestructura de datos PubNub como ingeniera de DevOps a finales de 2015, donde su jefe hizo declaraciones que llevaron a Fowler a creer que él “odiaba a las mujeres de manera verdadera, profunda y apasionada”.

### Uber
Fowler se unió a Uber como ingeniera en noviembre de 2015. 
En febrero de 2017, Fowler escribió una publicación de blog de 3,000 palabras sobre acoso sexual en Uber. La publicación de Fowler describió una cultura laboral hostil para las empleadas de Uber. Ella contó cómo los recursos humanos de la empresa se negaron a castigar a su ex gerente, quien le había propuesto sexo, basándose en su productividad.  La historia se compartió 22.000 veces en Twitter.  Las investigaciones externas confirmaron su versión y dieron lugar a múltiples despidos.  Las consecuencias finalmente obligaron al fundador y director ejecutivo de Uber, Travis Kalanick, a renunciar,  y una posterior reacción contra el acoso sexual en Silicon Valley, incluida la eliminación de los inversores en tecnología Dave McClure y Justin Caldbeck. 
El papel de Fowler en el cambio de Uber la convirtió en una celebridad del mundo empresarial. Ha recibido ofertas de libros y películas de Hollywood  y continúa trabajando para lograr la protección de la legislación y el lugar de trabajo para las mujeres. En agosto de 2017, solicitó a la Corte Suprema de los Estados Unidos que considerara su experiencia en su decisión sobre si los empleados pueden perder el derecho a litigios colectivos en sus contratos de trabajo.  Vanity Fair la nombró entre su lista de líderes culturales y empresariales de 2017.
Fowler fue una de las cinco mujeres que aparecieron en la portada de la edición de Persona del año de la revista Time para 2017, como representante de "The Silence Breakers", por informar sobre el acoso sexual que experimentó en Uber. También fue nombrada Persona del Año del Financial Times por el periódico financiero británico Financial Times.

### Periodismo
En abril de 2017, Fowler se unió a la empresa de procesamiento de pagos Stripe como editora jefe de una nueva publicación trimestral llamada Increment. También fundó un club de libros de ciencia y publicó un libro sobre microservicios.
En julio de 2018, The New York Times contrató a Fowler como editora de opinión escribiendo artículos de opinión sobre temas tecnológicos. Tiene su sede en San Francisco.

## Vida personal
Fowler se casó con Chad Rigetti, fundador de Rigetti Computing, en 2017. 

## Trabajos
- Microservicios listos para producción (2016)
- Whistleblower: My Journey to Silicon Valley y Fight for Justice en Uber (2020)